# Браунсвилл (Техас)
Браунсвилл (англ. Brownsville) — город в США, в штате Техас. Центр округа Камерон. Браунсвилл — 15-й по величине город в Техасе и 129-й по величине в Соединённых Штатах. Население 139 722 человек согласно переписи 2000 года. В городе с пригородами проживает почти 300 000 человек. Здесь расположен филиал Техасского университета.

## История
Браунсвилл — один из самых известных городов в истории США. Буквально с первого года независимости Мексики (1821) начались её пограничные конфликты с северным соседом. Техас был одним из мексиканских штатов, добившийся в 1835 году независимости и ставший к 1845 году 28-м штатом США. Мексика восприняла эту аннексию как объявление войны. Бои в период военного противостояния происходили, в том числе, и на полях сражений неподалёку от Браунсвилла.
В 1859—1861 годах в окрестностях города произошли две так называемых «войны Кортины» — серии стычек мексиканских незаконных вооружённых формирований, возглавляемых Хуаном Кортиной, с американскими воинскими подразделениями и техасскими рейнджерами, а также нападений на представителей гражданских властей (в частности, судей) и местных жителей под лозунгами борьбы за имущественные права мексиканцев в Техасе, попранные властями США.
В 1861 году Техас вышел из состава США вместе с другими южными штатами, и федеральные войска мирно оставили окрестности Браунсвилла. В ходе Гражданской войны город стал важным перевалочным пунктом контрабанды экспортных товаров Конфедерации (в первую очередь хлопка), и 6 ноября 1863 года федеральная армия установила контроль над Браунсвиллом, но в июле 1864 года была оттуда выбита. 12—13 мая 1865 года в окрестностях Браунсвилла произошло сражение у ранчо Пальмито, которое принято считать последней битвой Гражданской войны.

## География
Браунсвилл расположен на юге Техаса, на левом берегу Рио-Гранде в 489 км от Остина.
Согласно данным администрации города, город занимает общую площадь 382 км², из которых 375 км² приходится на сушу и 6,7 км² (3,16 % общей площади) на водные ресурсы.  Браунсвилл является южной оконечностью южной части Берегового канала (Берегового канала Мексиканского залива).

### Климат
Браунсвилл расположен в зоне полусухого тропического климата (Am согласно классификации климата Кёппена), благодаря влиянию Мексиканского залива, лето в городе прохладнее, чем во внутренних районах штата (температура выше 38 °C бывает в Браунсвилле достаточно редко), но остаётся очень жарким и душным. Заморозки тоже редкое явление в городе, но возможны только ночью и не чаще нескольких раз в году. Экстремальные температуры варьируют от −11,1 °C (февраль 1899 года) до +41,8 °C (март 1984 года). Самый сильный снегопад был в Браунсвилле 25 декабря 2004 года, тогда выпало 38 мм снега.
- Среднегодовая температура — +23,6 C°
- Среднегодовая скорость ветра — 4,3 м/с
- Среднегодовая влажность воздуха — 76 %

| Показатель                    | Янв. | Фев.  | Март | Апр. | Май  | Июнь | Июль | Авг. | Сен. | Окт. | Нояб. | Дек. | Год   |
| ----------------------------- | ---- | ----- | ---- | ---- | ---- | ---- | ---- | ---- | ---- | ---- | ----- | ---- | ----- |
| Абсолютный максимум, °C       | 35,7 | 34,4  | 41,8 | 40,2 | 39,1 | 39,7 | 40,4 | 41,0 | 41,6 | 37,2 | 36,9  | 34,4 | 41,8  |
| Средний суточный максимум, °C | 21,4 | 23,2  | 26,1 | 28,7 | 31,3 | 33,4 | 34,2 | 34,7 | 32,5 | 29,8 | 26,2  | 22,1 | 28,6  |
| Средняя температура, °C       | 16,2 | 17,9  | 20,7 | 23,8 | 26,8 | 28,8 | 29,4 | 29,6 | 27,7 | 24,6 | 20,8  | 16,8 | 23,6  |
| Средний суточный минимум, °C  | 10,9 | 12,6  | 15,3 | 18,8 | 22,4 | 24,3 | 24,6 | 24,6 | 22,8 | 19,4 | 15,3  | 11,5 | 18,5  |
| Абсолютный минимум, °C        | −7,8 | −11,1 | −2,2 | 2,8  | 10,0 | 13,3 | 14,4 | 17,2 | 10,6 | 1,7  | −2,8  | −8,9 | −11,1 |
| Норма осадков, мм             | 32   | 27    | 31   | 39   | 67   | 65   | 52   | 62   | 150  | 95   | 46    | 29   | 695   |
| Источник: Погода и климат     |      |       |      |      |      |      |      |      |      |      |       |      |       |